# Taran (missile)
UR-100 PRO Taran è un missile anti-balistico sovietico progettato nella prima metà degli sessanta dall'OKB-52 di Vladimir Nikolaevič Čelomej. Derivato dal missile balistico intercontinentale SS-11 Sego, avrebbe dovuto affiancare l'ABM-1 Galosh nel Sistema ABM A-35. Tuttavia, lo sviluppo di questo sistema d'arma venne interrotto nel 1964 dallo stesso Nikita Sergeevič Chruščёv, a causa dello sfavorevole rapporto costi-benefici. Il Taran venne brevemente riconsiderato negli anni ottanta del XX secolo, in risposta al programma statunitense di guerre stellari, e poi definitivamente abbandonato.

## Storia del progetto
Lo studio relativo ad un missile antimissile balistico pesante venne avviato dall'OKB-52 dell'ingegnere Vladimir Nikolaevič Čelomej nel 1962, a partire dall'ICBM SS-11 Sego. Tale missile doveva essere la risposta sovietica allo sviluppo del sistema americano Nike Zeus, e dei successivi Spartan e Sprint. L'idea, piuttosto ingegnosa, era quella di sviluppare un sistema che fosse in grado di essere utilizzato sia come arma di attacco, che per la difesa anti-missile balistico entro un raggio di 2.000 km. Il sistema di guida basico dell'UR-100, progettato dal NIIA/Pilyugin, era stato progettato per funzionare con qualsiasi variante, e il veicolo poteva essere convertito da una configurazione all'altra in 24 ore. Tuttavia per l'uso come missile ABM il complesso di lancio necessitava di equipaggiamenti aggiuntivi. L'ingegnere Čelomej chiese, ed ottenne, la cooperazione del progettista Grigoriy V. Kisunko dell'OKB-30 per lo sviluppo del sistema di controllo della manovrabilità, e del sistema di comando per la guida del missile contro i veicoli di rientro in fase avvicinamento.
I lavori di progettazione della versione ABM, designata UR-100 PRO Taran, iniziarono nel 1962. L'idea era alquanto ingegnosa, in quanto i missili da attacco potevano essere trasformati in missili da difesa in risposta ai cambiamenti della politica del potenziale nemico. Nel ruolo ABM il missile sarebbe stato dotato di una singola testata della potenza di ben 10 megaton. 
Al rilevamento di lanci nemici un UR-100 PRO sarebbe stato lanciato verso la traiettoria dei veicoli di rientro in fase avvicinamento al bersaglio. Per quanto riguarda il funzionamento del sistema, questo si sarebbe basato essenzialmente su tre radar. Il nuovo radar in grado di intercettare bersagli multipli TsSO-S situato a 500 chilometri da Mosca, insieme al centro di preallarme missili già esistente nella regione di Leningrado, sarebbe stato l'unico nuovo elemento richiesto per il sistema Taran. Questo avrebbe dovuto agganciare i veicoli di rientro nemici, e calcolarne il punto di intercettazione per ogni singolo missile. Gli altri due radar, invece, erano dei sistemi di allerta già esistenti: RO-1 a Murmansk e RO-2 a Riga, che avrebbero dovuto essere interconnessi al TsSO-S. Secondo le intenzioni dei progettisti, il Taran avrebbe dovuto costituire un sistema complementare all'A-35 della zona di Mosca, all'epoca in fase di sviluppo. In particolare con questo missile, sarebbe stato possibile proteggere la maggior parte delle più popolose città sovietiche utilizzando una singola base.
Durante una conferenza indetta dal premier Chruščёv il progettista Sergej Pavlovič Korolëv attaccò duramente lo sviluppo del sistema Taran, criticandone notevolmente la concezione tecnica.

## Tecnica
Dal punto di vista tecnico, si trattava di una variante specifica dell'UR-100 (SS-11 Sego), sviluppato dallo stesso OKB-52. In particolare, il progetto prevedeva un missile bistadio a propellente liquido della lunghezza di 16,93 m, e del diametro di due, con un peso al lancio di 41.140 kg.
Il primo stadio 8S816 con tre motori 15D2 (RD-0216) e un 15D2 (RD-0217), fu progettato dall'OKB-154 diretto dall'accademico Semyon A. Kosberg. Esso era lungo 12,5 m, largo 2, ed era alimentato a combustibile liquido N2O4/UDMH (tetraossido di diazoto/dimetilidrazina asimmetrica). Il secondo stadio 8D423, che disponeva di un motore 15D13 con un solo ugello di scarico e un 15D14 con tre ugelli, fu progettato dall'OKB-117, diretto dall'accademico V. Klimov. Esso era lungo 2,9 m, largo 2, ed era alimentato con lo stesso combustibile liquido N2O4/UDMH. La spinta totale era di 785,00 kN (176.475 lbf).
Secondo i progettisti, avrebbe dovuto essere in grado di intercettare un ICBM nemico alla distanza di 2.000 km con una testata termonucleare da 10 megatoni Il rifiuto dei vertici dell'URSS al sistema in virtù della sua scarsa precisione deve essere visto anche da questo punto di vista. Infatti, si sarebbe trattato di far esplodere un alto numero di testate nucleari di elevata potenza in pieno territorio sovietico. Il sistema di guida, sviluppato dalla NIIAP, era il medesimo della versione base, anche se in teoria era fatto in modo da poter essere convertito per il nuovo utilizzo in circa 24 ore.

## Impiego operativo
L'avvio della fase avanzata di sviluppo del Taran fu autorizzata dal Comitato Centrale del Consiglio dei Ministri con un decreto emanato il 3 maggio 1963. Il sistema ricevette il codice 8K84, con il sistema di lancio ed il missile designati, rispettivamente, 15P784 e 15A10. L'ingegnere Aleksandr L. Mints fu posto a capo dello sviluppo del progetto, assistito dall'ingegner Čelomej. Tuttavia molti tecnici facenti parte della leadership dell'Unione Sovietica non condividevano l'entusiasmo di Čelomej per tale sistema d'arma. L'Istituto M. V. Keldysh per le applicazioni matematiche, calcolò che per intercettare e distruggere 100 ICBM Minuteman I statunitensi occorrevano ben 200 missili UR-100 PRO. Questo dato sembrò eccessivo sia da un punto di vista dei costi-benefici, che per la grande quantità di esplosioni nucleari che sarebbero avvenute sopra il territorio dell'URSS. Inoltre venne rilevato che la singola stazione d'inseguimento dei bersagli TsSO-S, richiesta per far funzionare l'intero sistema d'arma, poteva rivelarsi il suo tallone d'Achille. Un solo malfunzionamento avrebbe, di fatto, messo fuori uso l'intero sistema. Pertanto le pressioni congiunte dei dirigenti dell'Istituto Keldysh, del Comitato Centrale del Dipartimento della Difesa, e del Ministero della Difesa, convinsero il premier Nikita Sergeevič Chruščёv a cancellare lo sviluppo del Taran nel 1964.
Negli anni ottanta del XX secolo, i progettisti provarono a riproporre il sistema d'arma Taran al premier sovietico Michail Gorbačëv, come rapida risposta al programma americano di guerre stellari lanciato dal presidente Ronald Reagan. Il progetto del sistema ABM Taran venne illustrato al premier durante una sua visita al poligono di Baikonur ma, tuttavia, fu rifiutato ancora una volta.

### Annotazioni
1. ↑  UR e l'abbreviazione di Universalnaya raketa (missile universale).
2. ↑  Secondo il parere dell'ingegnere Korolëv l'esplosione di ben 2.000 megatoni sul cielo dell'Unione Sovietica avrebbe avuto conseguenze devastanti sul territorio sottostante.
3. ↑  Quindi, si trattava in definitiva di una soluzione piuttosto ingegnosa, visto che (sempre in teoria) un sistema progettato per scopi offensivi avrebbe potuto essere usato con successo anche in situazioni difensive. Inoltre, sarebbe stato in grado di proteggere, da una singola base, gran parte delle più popolose città dell'Unione Sovietica.
4. ↑  Diretto dal professor Mstislav V. Keldysh.
5. ↑  Secondo gli esperti tali esplosioni, da sole, avrebbero causato la morte di 35 milioni di persone sul solo territorio dell'Unione Sovietica.
6. ↑  Il sistema Taran causò tensioni tra i vari Ministri, il Comitato Centrale del Dipartimento della Difesa, e lo Stato Maggiore. Con il supporto del Ministro della Difesa, Maresciallo Andrej Antonovič Grečko, del Capo di Stato Maggiore Maresciallo Matvei V. Zakharov, e dell'ufficio del Comitato Centrale (incluso Ivan D. Serbin) il progetto fu ufficialmente cancellato nel 1964.

### Fonti
1. ↑  Astronautix.com.
2. 1 2 3 4  Chertok 2009, p. 318.
3. ↑  Chertok 2009, p. 316.
4. 1 2 3 4 5 6 7  McMurran 2008, p. 336.
5. 1 2 3  Chertok 2009, p. 319.
6. ↑  Chertok 2009, p. 321.
7. 1 2  Chertok 2009, p. 320.